# الترو لتغيير معدل المعلومات
إلترو لتغيير معدل المعلومات هي اداة تسجيل تناظري تستخدم لتعديل النغمة دون التأثير على الإيقاع. معروفة كأفضل تأثير يستخدم في أوديسا الفضاء: 2001 لكمبيوتر هال 9000. يعود تاريخ براءة اختراع الآلة إلى 1920.